# Zeche Friedrich Wilhelm (Sprockhövel)
Die Zeche Friedrich Wilhelm in Sprockhövel (Ortsteil Obersprockhövel) ist ein ehemaliges Steinkohlenbergwerk. Die Zeche war ursprünglich auch unter dem Namen Zeche Niederdräinger Bank bekannt. Sie bestand aus dem Friedrich Wilhelm Nordflügel und dem Friedrich Wilhelm Südflügel. Das Stollenmundloch des Stollens befand sich am Sprockhöveler Bach nahe der Kleinbeckstraße. An dem Bergwerk war zeitweise der preußische Staat beteiligt.

## Bergwerksgeschichte
Am 24. September des Jahres 1733 erfolgte die Verleihung eines Längenfeldes, im Anschluss daran war das Bergwerk in Betrieb. Nach dem Jahr 1737 übernahm der Fiskus 3/4 der Anteile des Bergwerks. In den Jahren 1750, 1754, 1756, 1758 und 1759 sowie 1768 war das Bergwerk nachweislich in Betrieb. 1770 war das Bergwerk außer Betrieb, es wurde 1775 wieder in Betrieb genommen. 1785 wurden die Längenfelder Friedrich Wilhelm Südflügel und Friedrich Wilhelm Nordflügel vermessen. Das Bergwerk  wurde 1787 in der Karte von Niemeyer (Carte Speciale des mines du District Wetter) aufgeführt. Bereits vor dem Jahr 1796 wurde das Bergwerk stillgelegt.
Im August des Jahres 1803 erfolgte die erneute Inbetriebnahme, es wurde ein Flöz erschürft und mit dem Abteufen des Schachtes Friederica begonnen. Im April des Jahres 1804 wurde mit der Förderung begonnen. Im folgenden Jahr waren die Schächte Luther und Friederica in Betrieb. 1810 war zunächst noch der Schacht Beatrice in Betrieb und im August desselben Jahres wurde das Bergwerk erneut stillgelegt. Im Jahr 1841 wurde das Grubenfeld teilweise vereint zur Zeche Glückauf & Friedrich Wilhelm. 1850 wurden die Anteile des Staates an private Interessenten verkauft. 1855 wurde das Bergwerk erneut in Betrieb genommen. Im Jahr 1856 wurde die Förderung im Göpelschacht der Zeche Glückauf durchgeführt. Am 15. März 1864 und am 19. Dezember 1865 konsolidierten der Nord- und Südflügel zur Zeche Glückauf. Am 30. Mai 1865 erfolgte die Wiederinbetriebnahme der Zeche, nachdem das Grubenfeld durch ein Flügelort des Dreckbänker Erbstollens gelöst wurde. Danach gibt es in den Unterlagen keine weiteren Angaben über das Bergwerk.

## Förderung und Belegschaft
Die ersten bekannten Belegschaftszahlen des Bergwerks stammen aus dem Jahr 1750, damals waren neun Bergleute, darunter zwei Frauen, die als Haspelzieherinnen arbeiteten, auf dem Bergwerk beschäftigt. 1754 waren zehn und 1756 waren elf Bergleute auf dem Bergwerk beschäftigt. Die ersten bekannten Förderzahlen des Bergwerks stammen aus dem Jahr 1805, damals wurden 8437 Ringel Steinkohle gefördert. Die letzten Förderzahlen des Bergwerks stammen aus dem Jahr 1807, in dem 862 Tonnen Steinkohle gefördert wurden.